# Harbin ICE Sports Center Stadium
Das Harbin ICE Sports Center Stadium (chinesisch 哈尔滨国际会展中心体育场), mit vollständigen Namen Harbin International Conference Exhibition and Sports Center Stadium, ist ein Fußballstadion mit Leichtathletikanlage in der chinesischen Stadt Harbin (chinesisch 哈爾濱市 / 哈尔滨市). Die Anlage hat ein Fassungsvermögen von 50.000 Zuschauern. Es ist die Heimspielstätte des Fußballvereins Heilongjiang Ice City (chinesisch 黑龙江冰城足球俱乐部). Das Harbin ICE Sports Center Stadium befindet sich auf dem Gelände des Harbin International Convention Exhibition and Sports Center (chinesisch 哈尔滨国际会议展览体育中心).